# Mantispa zonaria
Mantispa zonaria är en insektsart som beskrevs av Navás 1925. Mantispa zonaria ingår i släktet Mantispa och familjen fångsländor. Inga underarter finns listade i Catalogue of Life.